# Guerra Jinshin
A Guerra Jinshin (壬申の乱, Jinshin no ran)  foi uma guerra de sucessão que ocorreu no Japão em 672 depois da morte do Imperador Tenji. O imperador havia designado inicialmente seu irmão, o Príncipe Oama, como sucessor, mas, com o nascimento de seu filho, o Príncipe Otomo, em 648 o imperador mudou de ideia e designou o filho como sucessor, transferindo o Príncipe Oama do palácio para as montanhas para convertê-lo em monge.

## Desenvolvimento da guerra
Com a morte do Imperador Tenji em 10 de janeiro de 672, o Príncipe Otomo com 24 anos assumiu o trono como Imperador Kobun. O Príncipe Oama, que se encontrava na província de Yamato, aproveitou a oportunidade e encabeçou um exército para reivindicar o trono.
A nobreza ficou dividida entre ambos os lados, o que desencadeou uma guerra civil. O exército do Príncipe Oama se dirigiu ao leste até Ōmi-kyō (atual Ōtsu), capital do Japão na época, atravessando as províncias de Yamato, Iga e Mino. 
Ao nordeste de Mino, as forças oponentes se chocaram, ocasionando uma batalha que resultou na derrota do exército do Imperador Kobun, levando-o a se suicidar em 24 de agosto de 672, ao fim de um reinado efêmero de oito meses.
Posteriormente seu tio, o Príncipe Oama, tomou o trono, tornando-se o Imperador Tenmu  e governando até sua morte em 686. Curiosamente, o Imperador Kobun não foi considerado Imperador do Japão até 1870, quando o Imperador Meiji o reconheceu como tal na lista de imperadores.

## Referencias
1. ↑  Titsingh, Tenji, Annales, p. 52. (em francês)
2. ↑  Titsingh, Kobun, Annales, p. 56. (em francês)
3. ↑  Titsingh, Temmu, Annales, p. 58. (em francês)

- (em japonês) Enciclopédia do Japão Kodansha, Kodansha Ltd.
- (em francês) Louis Frédéric, Le Japón, dictionnaire et civilisation, 1996 ISBN 2-221-06764-9